# 杉浦誠司
杉浦 誠司（すぎうら せいじ、1976年9月10日 - ）は、日本の書家・思想家。岐阜県多治見市出身。岐阜県多治見市観光大使。
「文字職人」を公称し、作品発表のほか文字を通じた講演活動を行っている。

## 略歴
- 1994年、中京高等学校卒業
- 1998年、中京大学法学部法律学科卒業
- 2010年、岐阜県多治見市観光大使就任
- 2012年、岐阜県多治見市本町3丁目に、ギャラリー兼事務所を開設

## 代表的な作品

### めっせー字
めっせー字は、杉浦誠司が伝えたいひらがなのメッセージで漢字が作られているものである。
- 夢（ありがとう）
- 望（あきらめない）
- 感謝（すべての人へこころをこめて）
- 絆（しんらいする）
- 愛（ありがとう）
- 光（いのち）
- 生（いま）
- 花（やさしい）
- 輝（いっしょうけんめい）
- 創（いのちをしる）
- 謙虚（みのるほどこうべをたれる）
- 自由（きぼう）
- 平和（しあわせ）
- 逢（かようこころ）
- 努力（むくわれる）
- 壁（のりこえられる）
- ピンチ（チャンス）
- 福（えがお）
- 覚悟（すべてはやるかやらないか）
- 感動（よそくをうわまわる）
- 一期一会（あなたのことはわすれない）
- 仲間（ともにささえる）
- 挑戦（まえにいくゆうき）
- 明星（みらいはいま）
- 明（みらい）

### 著書
- 夢・ありがとう（杉浦誠司）サンマーク出版、2008年11月、ISBN 9784763198754